# Толоуа
Толоуа (на английски: Tolowa) е Калифорнийско индианско племе, езиково и културно свързано с четко, но били в по-тесни връзки с групите тутутни. Живели на юг от тутутни, на границата между Калифорния и Орегон в 8 постоянни села. Територията им включва около 640 кв. мили от крайбрежието, басейна на река Смит, както и вътрешните блата, хълмове и планини.

## Население
В началото на 19 век наброяват около 2400 души, но преди това едно от селата им е унищожено от епидемия. Днес около 1000 техни потомци живеят в ранчериите Тринидат, Биг Лагун, Смит Ривър и Елк Вали, както и в резерватите Хупа и Силец.

## История
Първият директен контакт с външни хора е през 1828 г. с експедицията на Джедидая Смит. Въпреки това племето продължило да живее относително незасегнато от външно влияние до 1850 г. Между 1850 г. и 1860 г. повече от половината измират от новите болести и от масовите кланета от страна на заселниците. През 1860 г. около 600 души са принудени да се преместят в резерват в Орегон, а останалите са заселени в резервата Хупа. В началото на 20 век населението им допълнително намалява от болести, за да достигне най-ниското си ниво от 200 души през 1906 г. Правителството заделя за оцелелите парцели земя в близост до устието на река Смит, които по-късно стават известни като ранчериите Смит Ривър и Елк Вали. Към 1913 г. по-голямата част от племето живее в и около Кресчън Сити, в Резервата Хупа и в резервата Силец.

## Култура
Традиционно толоуа живели в квадратни дървени къщи изградени от трупи и дъски от секвоя. Къщите били с островърхи покриви и с централно огнище. Основна обществена единица била селото, ръководено от вожд, който бил най-богатият човек, но не бил официален лидер. Като при останалите атабаски племена в Калифорния политическата власт била слаба. Престиж под формата на придобиване и показване на богатството било от първостепенно значение. Въпреки че селата им не си сътрудничели по между си, те изградили тесни социални и търговски връзки със съседите си юрок, карук, хупа и тутутни.
Основна храна била сьомгата. Други важни храни са морски бозайници, водорасли, миди, яйца и жълъдите. Търгували далеч във вътрешността на Калифорния и Орегон, достигайки чак до Пюджет Саунд. Като транспорт използвали 12 метрови дълбани канута от секвоя. Дрехите си изработвали от еленови кожи. Мъжете обикновено ходели голи или с набедреник, а жените с пола от две парчета кожа и си татуирали 3 вертикални ивици на брадата. В студеното време и при пътуване слагали гамаши, ризи и мокасини. И двата пола носели косите си дълги и си слагали украшения на ушите. Богатите мъже имали по няколко жени, а шаманите били предимно жени и травестити мъже.